# 三门镇 (龙胜县)
三门镇，是中华人民共和国广西壮族自治区桂林市龙胜各族自治县下辖的一个乡镇级行政单位。

## 行政区划
三门镇下辖以下地区：
三门街社区、交其村、大滩村、洪寨村、安康村、双朗村、双江村、鸡爪村、古坪村、同列村、大罗村、花桥村、大地村和花坪村。